# Fredro Starr

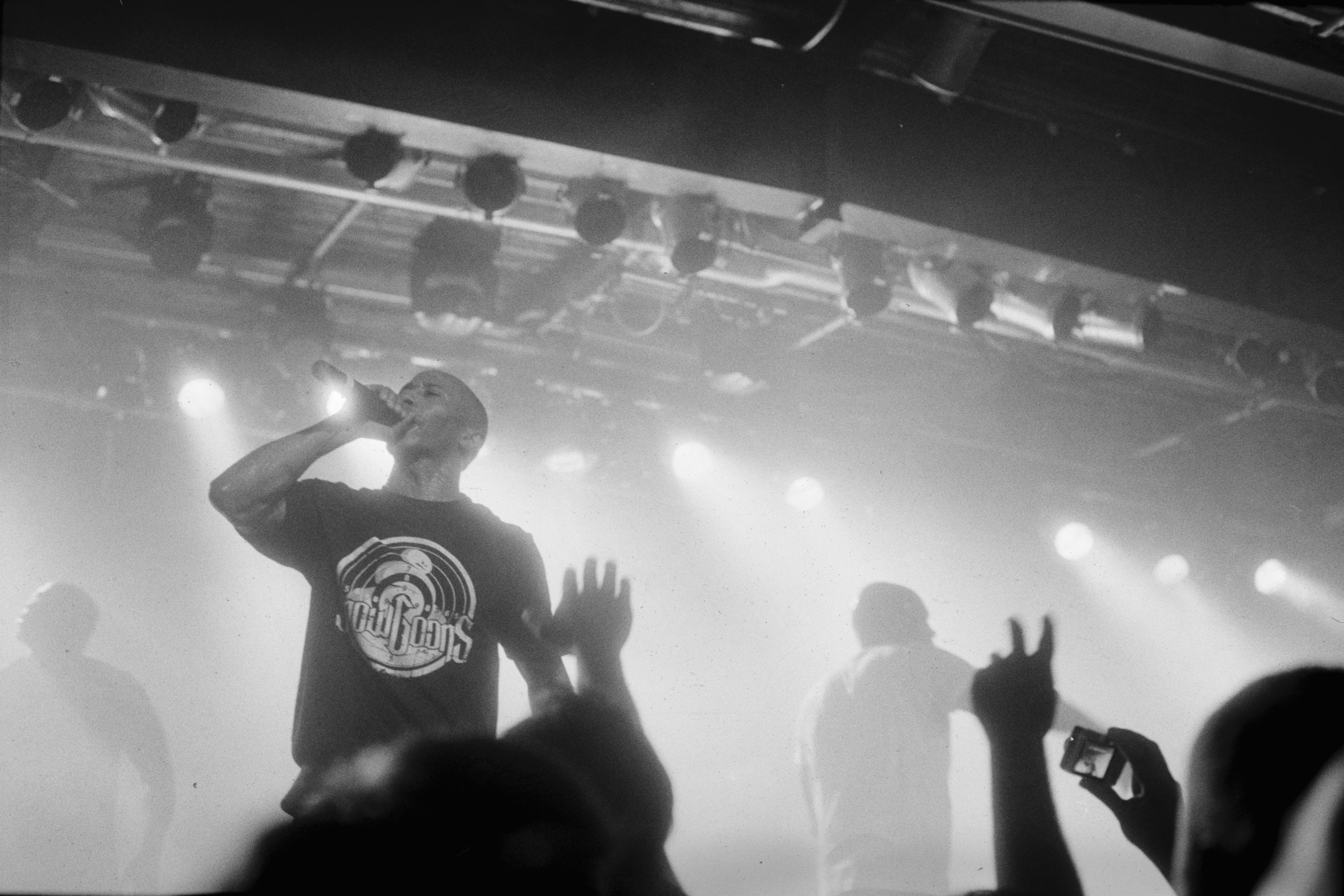
Fredro Starr (2014)

Fredro Starr (* 18. April 1971 in Queens, New York City; bürgerlich Fredro Scruggs) ist ein US-amerikanischer Rapper, Schauspieler und ein Mitglied der Hardcore-Rap-Gruppe Onyx.
Fredro Starrs erste Rolle als Schauspieler war 1993 in dem von Forest Whitaker für HBO produzierten Fernsehfilm Strapped. Neben einigen Auftritten in anderen Serien spielte er in weiteren Filmen mit.
Fredro Starr ist mit dem kroatischen Model Korina Longin verheiratet.

## Diskografie

### Alben
- 2001: Firestarr
- 2003: Don't Get Mad Get Money
- 2008: Last Dayz
- 2013: Made in the Streets
- 2018: Firestarr 2
- 2021: Soul on Fire

## Filmografie
- 1993: Strapped
- 1995: Clockers
- 1996: Sunset Park
- 1996–2001: Moesha
- 1998: Abgefahren
- 1999: Light It Up
- 2001: Save the Last Dance
- 2004: Hart am Limit
- 2009: CSI: Miami(Staffel 7, Folge 14 als Ricky Gannon)